# بروس هيل
بروس هيل (بالإنجليزية: Bruce Hill)‏ هو سائق سيارة سباق أمريكي، ولد في 9 يوليو 1949 في توبيكا في الولايات المتحدة، وتوفي في 14 مايو 2017 بسبب سرطان المريء.